# Elaeocarpus subcapitatus
Elaeocarpus subcapitatus là một loài thực vật có hoa trong họ Côm. Loài này được Gillespie mô tả khoa học đầu tiên năm 1931.